# Filmoteca de la UNAM
La Filmoteca de la Universidad Nacional Autónoma de México (más conocida como Filmoteca de la UNAM) tiene como objetivos el rescate, la restauración, conservación y preservación de la memoria fílmica histórica de México. Su nombre oficial es Dirección General de Actividades Cinematográficas, y depende de la UNAM.

## Misión
La misión de la Filmoteca de la UNAM es:

Rescatar, restaurar, preservar y difundir el patrimonio fílmico de la UNAM. Producir materiales audiovisuales relacionados con el cumplimiento de tareas sustantivas de la UNAM y propiciar el enriquecimiento de la cultura cinematográfica entre la comunidad a través de la exhibición de películas y la realización de festivales, foros, conferencias, talleres y cursos, dentro y fuera del campus universitario. Impulsar el potencial de las tareas y servicios para generar recursos financieros extraordinarios".

## Visión
Ser referencia en materia de conocimientos en restauración y preservación fílmica. Gestionar el acervo con niveles de calidad de estándar internacional. Ser un foro importante de apoyo al cine nacional al exhibir filmes que permitan a la comunidad universitaria y a la sociedad en general descubrir valores estéticos y humanos que presenta el cine.

## Funciones
La Filmoteca de la UNAM tiene como funciones principales:
- Coleccionar, conservar y proteger todas las películas referentes al arte cinematográfico y a su historia; reunir todos los documentos relativos a este arte, con fines estrictamente no comerciales sino artísticos, historiográficos, pedagógicos, de documentación y de educación.

- Adquirir, estimular, crear, proyectar y difundir cualquier documento cinematográfico referentes a actividades generales de la cultura.

- Procurar, dentro del marco de las leyes vigentes sobre la propiedad artística e intelectual, la difusión del arte cinematográfico a través de ciclos de exposiciones, cursillos, conferencias, publicaciones, grabaciones y programas de televisión.

- Buscar la solidaridad internacional de sus finalidades mediante los acuerdos e intercambios de instituciones similares.

- Contribuir mediante la exhibición de filmes, a la formación de cineastas en las escuelas de cine, talleres de filmación y otros centros culturales, contribuyendo a actualizar el personal académico.

- Realizar las investigaciones necesarias para un mayor conocimiento del cine en sus aspectos sociales, históricos, políticos, estéticos y técnicos.

- Con las exhibiciones, cursos, exposiciones, investigaciones y publicaciones, procurar la formación de un público participante, preocupado por la problemática social, política y cultural de México y el resto del mundo, con discusiones críticas e ideológicas de definición ante el hecho cinematográfico.

## Organización y estructura
La Dirección General de Actividades Cinematográficas desarrolla sus labores a través de diferentes subdirecciones, departamentos y unidades:
Esta dependencia universitaria desarrolla sus labores a través de las siguientes subdirecciones, departamentos y unidades:
- La Subdirección de Acervos, cuya función principal es el manejo, organización y conservación de los diversos acervos -filmográficos, objetos y materiales impresos- incluye a los departamentos de Bóvedas, Documentación, Catalogación, Fragmentos y Producción.
- La Subdirección de Rescate y Restauración, coordina todas las labores relacionadas con el análisis del estado físico de las películas, su reparación y reproducción con materiales contemporáneos para su exhibición, y para ello cuenta con los departamentos de Talleres y Laboratorio Fotoquímica.
- La Subdirección de Difusión a cuyo cargo esta la Coordinación de Comunicación y el Departamento de Vinculación así como las áreas de Museología y Comercialización.
- La Unidad de Acceso y Relaciones Interinstitucionales está encargada de atender las solicitudes de películas para su exhibición fuera de la UNAM. De esta Unidad depende también Departamento de Distribución, una de cuyas funciones es la operación del Videoclub de la Filmoteca.
- El Departamento de Programación y su Área de Exhibición es responsable de la organización y planeación de las exhibiciones en las múltiples salas de proyección universitarias tanto en el campus como en otras sedes de la UNAM en la zona metropolitana de la Ciudad de México.
- La Unidad Administrativa cumple con la tarea distribuir y operar los recursos financieros y materiales así como el patrimonio esta dependencia. Para ello cuenta con el apoyo de los departamentos de Bienes y Suministros, de Recursos Administrativos y de Personal.

## Historia
En 1959, la Dirección General de Difusión de la Universidad Nacional Autónoma de México llamó a Manuel González Casanova para organizar las actividades cinematográficas de la universidad. Un año después, el 8 de julio de 1960, se creó la Filmoteca Universitaria. La inauguración corrió a cargo del  rector Nabor Carrillo Flores, quien recibió de manos del productor Manuel Barbachano Ponce una copia en 16 mm de sus películas Raíces y Torero, con las que se iniciaría el servicio de préstamo de películas. Así, este donativo fundó prácticamente la Filmoteca oficial de la UNAM.
En 1986, la UNAM creó la Dirección de Cinematografía, como parte de su sistema de Coordinación de Difusión Cultural. La Dirección de Actividades Cinematográficas surgió en 1987, con la fusión de la Dirección de Cinematografía y la Filmoteca de la universidad, y en 1989 se acuñó su nombre actual: Dirección General de Actividades Cinematográficas.[cita requerida]

### Directores generales
| Director(a)                     | Periodo     |
| ------------------------------- | ----------- |
| Manuel González Casanova        | 1960 - 1987 |
| Carlos Javier González Morantes | 1987 - 1989 |
| Iván Trujillo Bolio             | 1989 - 2008 |
| Guadalupe Ferrer Andrade        | 2008 - 2018 |
| Hugo Villa Smythe               | 2018 -      |

### Efemérides
- 1959: Se crea el Departamento de Cine, dependiente de la Dirección de Difusión Cultural de la UNAM.
- 1960: Se crea la Filmoteca de la UNAM, como parte del Departamento de cine de la Dirección de Difusión Cultural.
- 1977: La Filmoteca pasa a ser una Dirección de la Coordinación de Extensión Universitaria.
- 1986: Se crea la Dirección de Cinematografía como dependencia del subsistema de la Coordinación de Difusión Cultural.
- 1987: Se crea la Dirección de Actividades Cinematográficas, con la fusión de la Filmoteca de la UNAM y la Dirección de Cinematografía.
- 1989: Cambia de denominación a Dirección General de Actividades Cinematográficas.[cita requerida]

## Salas de proyección de UNAM
La Filmoteca de la UNAM tiene diferentes salas de exhibición en varios puntos de la Ciudad de México, entre las que destacan las salas Julio Bracho, José Revueltas y Carlos Monsiváis del Centro Cultural Universitario, el Cinematógrafo del Chopo y la Sala Lumiére de la Casa del Lago.

### Salas Julio Bracho, José Revueltas y Carlos Monsiváis
Las salas Julio Bracho, José Revueltas y Carlos Monsiváis se  encuentran en el Centro Cultural Universitario, en la Ciudad Universitaria de la UNAM. La Sala Julio Bracho se inauguró en 1982, como homenaje póstumo al productor y guionista mexicano homónimo, mientras que la Sala Carlos Monsiváis abrió sus puertas el 23 de febrero del 2012.
Tras la remodelación en 2012, la Sala José Revueltas quedó con una capacidad de 60 butacas; la Sala Julio Bracho, con 161 asientos, y la Sala Carlos Monsiváis, con 54 espacios. Se adaptaron con tecnología que permite la proyección de películas en 3D, asientos reclinables, aire acondicionado y un área para exposiciones y conferencias.

### Cinematógrafo del Chopo
El Cinematógrafo del Chopo es reconocido como uno de los espacios cinematográficos con mayor tradición en la capital mexicana. Está situado en Santa María la Ribera, una colonia popular del centro de la Ciudad de México, a espaldas del Museo Universitario del Chopo. Se inauguró el 11 de mayo de 1977 con un ciclo dedicado al cineasta francés Jean Luc Godard. En su año inaugural, el cinematógrafo organizó ciclos de conferencias en los que participaron intelectuales de la época como María del Carmen Ruiz Castañeda, Clementina Díaz y de Ovando, Margo Glantz y Carlos Monsiváis.

### Sala Lumière
La Sala Lumière se encuentra en la Casa del Lago "Juan José Arreola". Comenzó a funcionar en 1961, con un ciclo infantil y varios más dedicados a países como Yugoslavia, Checoslovaquia y Francia. Fue sede del Primer Festival de Cine Experimental. En 1965, se estrenó en la sala la película El rostro, del director sueco Ingmar Bergman. En 1975, el Taller Experimental de Cine Independiente de la Casa del Lago inició un ciclo de proyecciones propias durante los domingos. Ese mismo año, fue sede del II Festival de Cine Infantil.

### Sala Fósforo
En 1983, la Filmoteca de la UNAM se mudó a las instalaciones del Antiguo Colegio de San Ildefonso, donde se inauguró la Sala Fósforo, llamada así en memoria del seudónimo que utilizaban los escritores Alfonso Reyes y Martín Luis Guzmán cuando presentaban críticas cinematográficas escritas a dúo.

## Medalla Filmoteca UNAM
Desde 1987 se instituyó la Medalla Filmoteca UNAM, reconocimiento a la trayectoria y contribución a la industria cinematográfica. La medalla esta elaborada con 99.9% de plata extraída durante el proceso de revelado de películas, el diseño incluye al frente el escudo de la Universidad Nacional Autónoma de México, y al reverso el de la Filmoteca.
| Año  | Ganador                                                         | Profesión                             | País           |
| ---- | --------------------------------------------------------------- | ------------------------------------- | -------------- |
| 1987 | Manuel González Casanova                                        | Fundador de la Filmoteca              | México         |
| 1987 | Francisco Gaytán Fernández                                      | Curador y funcionario de la Filmoteca | México         |
| 1987 | Alejandro Galindo                                               | Cineasta y guionista                  | México         |
| 1987 | Manuel Barbachano Ponce                                         | Productor                             | México         |
| 1987 | Nei Sroulevich                                                  | Productor                             | Brasil         |
| 1987 | Fernando Zepeda                                                 | Promotor cultural                     | México         |
| 1987 | Cosme Alves Neto                                                | Promotor cultural                     | Brasil         |
| 1987 | Pastor Vega                                                     | Cineasta y director de teatro         | Cuba           |
| 1987 | Julio García Espinosa                                           | Cineasta y guionista                  | Cuba           |
| 1987 | Fernando Curiel Defossé                                         | Escritor y docente                    | México         |
| 1988 | Gilberto Martínez Solares                                       | Cineasta y guionista                  | México         |
| 1988 | Juan Orol                                                       | Actor y cineasta                      | España         |
| 1988 | Jorge Stahl Jr.                                                 | Director de fotografía                | México         |
| 1988 | Leonor Álvarez                                                  | Investigadora y guionista             | México         |
| 1988 | Carlos Savage                                                   | Editor                                | México         |
| 1988 | Rubén Gamez                                                     | Cineasta y camarógrafo                | México         |
| 1988 | Matilde Landeta                                                 | Cineasta y guionista                  | México         |
| 1988 | Carlos Javier González Morantes                                 | Cineasta, productor y profesor        | México         |
| 1988 | Marcela Fernández Violante                                      | Cineasta y guionista                  | México         |
| 1988 | Antonio Muñoz Ravelo                                            | Especialista en efectos especiales    | México         |
| 1989 | Mario Aguiñaga Ortuño                                           | Promotor cultural                     | México         |
| 1989 | Gabriel Figueroa                                                | Director de fotografía                | México         |
| 1989 | Isabela Corona                                                  | Actriz                                | México         |
| 1989 | Stella Inda                                                     | Actriz                                | México         |
| 1989 | Alfredo B. Crevenna                                             | Cineasta                              | Alemania       |
| 1989 | Archibaldo Burns                                                | Cineasta                              | México         |
| 1989 | Rodolfo Landa                                                   | Actor y sindicalista                  | México         |
| 1989 | Chano Urueta                                                    | Cineasta y actor                      | México         |
| 1989 | Silvestre Revueltas                                             | Compositor                            | México         |
| 1990 | Alicia Huerta                                                   | Funcionaria de la Filmoteca           | México         |
| 1990 | Gunther Gerzso                                                  | Pintor, escultor y escenógrafo        | México         |
| 1990 | Jorge de la Rosa                                                | Cineasta y profesor                   | México         |
| 1991 | No se entregó                                                   | No se entregó                         | No se entregó  |
| 1992 | Miguel Contreras Torres                                         | Cineasta                              | México         |
| 1992 | María Félix                                                     | Actriz                                | México         |
| 1993 | No se entregó                                                   | No se entregó                         | No se entregó  |
| 1994 | No se entregó                                                   | No se entregó                         | No se entregó  |
| 1995 | Patricia Millet                                                 | Productora                            | México         |
| 1995 | Fernando de Fuentes                                             | Cineasta, guionista y productor       | México         |
| 1996 | Irma Espinoza García                                            | Funcionaría de la Filmoteca           | México         |
| 1996 | Sindicato de Trabajadores de la Industria Cinematográfica       | Sindicato                             | México         |
| 1996 | Frédéric Back                                                   | Cineasta y animador                   | Alemania       |
| 1996 | Miguel Zacarías                                                 | Cineasta                              | México         |
| 1997 | Pilar Pellicer                                                  | Actriz                                | México         |
| 1997 | Robert G. Dickson                                               | Investigador                          | Estados Unidos |
| 1998 | No se entregó                                                   | No se entregó                         | No se entregó  |
| 1999 | Horst J. Deinwallner                                            | Promotor cultural                     | Alemania       |
| 1999 | Julio Bracho                                                    | Cineasta                              | México         |
| 1999 | Joselito Rodríguez                                              | Cineasta                              | México         |
| 2000 | No se entregó                                                   | No se entregó                         | No se entregó  |
| 2001 | María Elena Marqués                                             | Actriz                                | México         |
| 2002 | Silvia Derbez                                                   | Actriz                                | México         |
| 2002 | Ignacio López Tarso                                             | Actor                                 | México         |
| 2003 | María Luisa Zea                                                 | Actriz                                | México         |
| 2003 | Rosa Carmina                                                    | Bailarina y actriz                    | Cuba           |
| 2003 | Ernesto Gómez Cruz                                              | Actor                                 | México         |
| 2004 | Jorge Fons                                                      | Cineasta                              | México         |
| 2004 | Manoel de Oliveira                                              | Cineasta                              | Portugal       |
| 2005 | María Rojo                                                      | Actriz                                | México         |
| 2005 | Oliver Stone                                                    | Cineasta                              | Estados Unidos |
| 2005 | Hastrup Jannik                                                  | Cineasta, escritor y animador         | Dinamarca      |
| 2005 | Co Hoedeman                                                     | Cineasta                              | Países Bajos   |
| 2005 | Carmen Montejo                                                  | Actriz                                | México         |
| 2005 | Raúl Ruiz                                                       | Cineasta                              | Chile          |
| 2006 | Diana Bracho                                                    | Actriz                                | México         |
| 2007 | Patricia Reyes Spíndola                                         | Actriz                                | México         |
| 2007 | Arthur Peen                                                     | Cineasta y productor                  | Estados Unidos |
| 2008 | Abderrahmane Sissako                                            | Cineasta                              | Mauritania     |
| 2008 | Joaquín Cordero                                                 | Actor                                 | México         |
| 2009 | Instituto Cubano de Arte e Industria Cinemátograficos           | Institución                           | Cuba           |
| 2009 | Jorge Fons                                                      | Cineasta                              | México         |
| 2010 | Terry Gilliam                                                   | Actor y cineasta                      | Reino Unido    |
| 2010 | Enrique Solórzano                                               | Fotógrafo y preservador de cine       | México         |
| 2010 | Festival Internacional de Cine de Morelia                       | Festival                              | México         |
| 2010 | Iván Trujillo Bolio                                             | Difusor y preservador de cine         | México         |
| 2010 | Manuel Ojeda                                                    | Actor                                 | México         |
| 2011 | Volker Schlöndorff                                              | Cineasta                              | Alemania       |
| 2011 | Carlos Saura                                                    | Cineasta                              | España         |
| 2012 | Abbas Kiarostami                                                | Cineasta y guionista                  | Irán           |
| 2012 | Daniel Giménez Cacho                                            | Actor                                 | México         |
| 2012 | Jorge Ayala Blanco                                              | Crítico de cine                       | México         |
| 2012 | María Luisa Amador Romero                                       | Investigadora                         | México         |
| 2012 | Mike Leigh                                                      | Cineasta y guionista                  | Reino Unido    |
| 2013 | Luis Puenzo                                                     | Cineasta y guionista                  | Argentina      |
| 2013 | Fernando Luján                                                  | Actor                                 | México         |
| 2013 | Centro Universitario de Estudios Cinematográficos               | Institución                           | México         |
| 2014 | Juliette Binoche                                                | Actriz                                | Francia        |
| 2015 | Francisco Ohem Ochoa                                            | Productor y preservador de cine       | México         |
| 2015 | Isabelle Huppert                                                | Actriz                                | Francia        |
| 2016 | Williem Dafoe                                                   | Actor                                 | Estados Unidos |
| 2016 | Demián Bichir                                                   | Actor                                 | México         |
| 2016 | José María Prado                                                | Actor                                 | España         |
| 2017 | Cineteca Nacional                                               | Institución                           | México         |
| 2017 | Brigitte Broch                                                  | Diseñadora de producción              | Alemania       |
| 2017 | Béla Tarr                                                       | Cineasta                              | Hungría        |
| 2018 | Damián Alcázar                                                  | Actor                                 | México         |
| 2018 | Óscar Menéndez Zavala                                           | Cineasta                              | México         |
| 2018 | Leobardo López Arretche                                         | Cineasta                              | México         |
| 2018 | Paweł Pawlikowski                                               | Cineasta                              | Polonia        |
| 2019 | José Carlos Ruíz                                                | Actor                                 | México         |
| 2019 | Luc y Jean-Pierre Dardenne                                      | Cineastas                             | Bélgica        |
| 2019 | James Ivory                                                     | Cineasta                              | Estados Unidos |
| 2020 | David Lynch                                                     | Cineasta                              | Estados Unidos |
| 2021 | No se entregó                                                   | No se entregó                         | No se entregó  |
| 2022 | Ed Lachman                                                      | Director de fotografía                | Estados Unidos |
| 2022 | Adriana Barraza                                                 | Actriz                                | México         |
| 2022 | Ángela Molina                                                   | Actriz                                | España         |
| 2022 | Olivia Harrison                                                 | Productora                            | Estados Unidos |
| 2023 | Luis Estrada                                                    | Cineasta                              | México         |
| 2023 | Maribel Verdú                                                   | Actriz                                | España         |
| 2023 | Jodie Foster                                                    | Actriz                                | Estados Unidos |
| 2024 | Mathieu Amalric                                                 | Actor y cineasta                      | Francia        |
| 2024 | Víctor Erice                                                    | Cineasta                              | España         |
| 2024 | Arturo Ripstein                                                 | Cineasta                              | México         |
| 2024 | Joaquín Cosío                                                   | Actor                                 | México         |
| 2024 | Academia de las Artes y las Ciencias Cinematográficas de España | Institución                           | España         |
| 2024 | Alexander Payne                                                 | Cineasta y guionista                  | Estados Unidos |
| 2024 | Francis Ford Coppola                                            | Cineasta                              | Estados Unidos |
| 2025 | Fabrice Aragno                                                  | Cineasta y director de fotografía     | Suiza          |
| 2025 | Carlos Carrera                                                  | Cineasta                              | México         |
| 2025 | Ana Martín                                                      | Actriz                                | México         |

## Películas restauradas
La filmoteca realiza labores de cuidado y preservación de materiales cinematográficos, tanto a su propio archivo como a otras instituciones archivísticas:
- Tepeyac (1917)
- El tren fantasma (1926)
- El puño de hierro (1927)
- El prisionero trece (1933)
- El compadre Mendoza (1934)
- Vámonos con Pancho Villa! (1936)
- La barraca (1945)
- El Grito, México 1968 (1968)